# Ricardinho
För fotbollsspelaren i Malmö FF som också kallas Ricardinho, se Ricardo Ferreira da Silva.

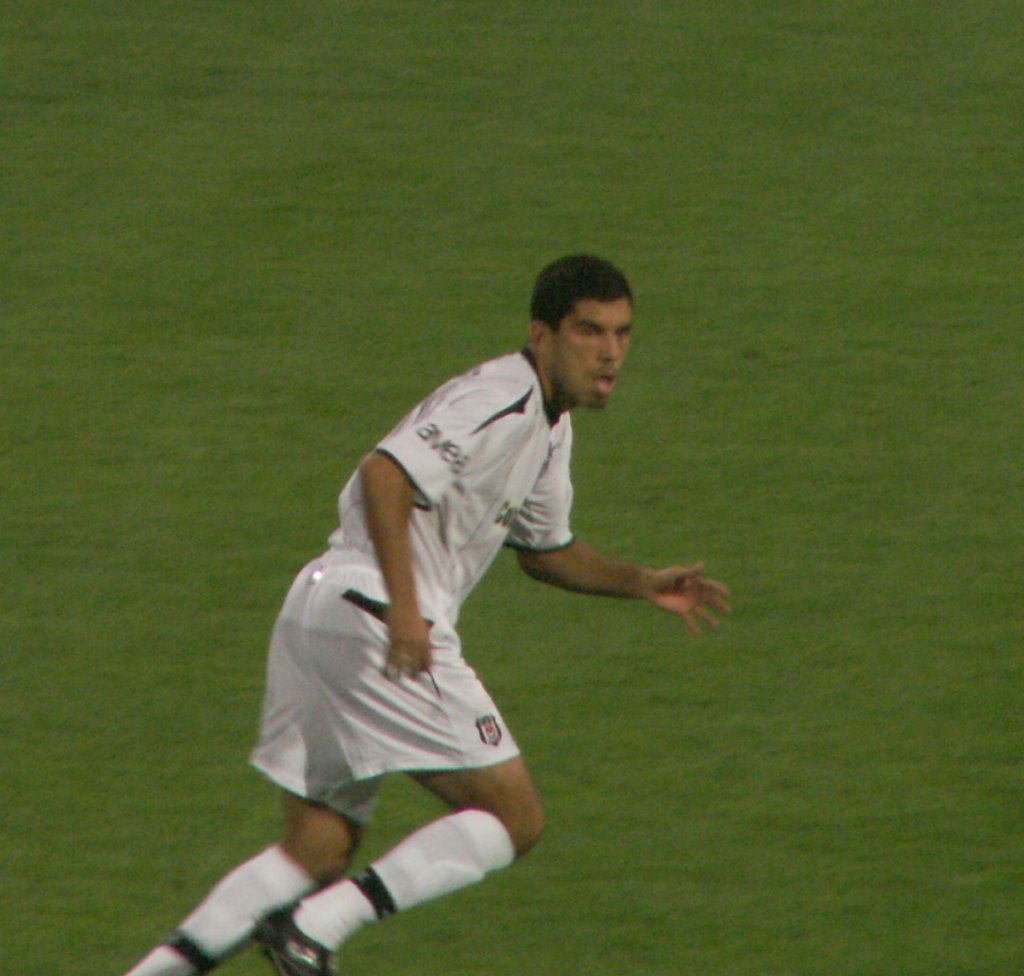
Ricardinho

Ricardo Luiz Pozzi Rodrigues, född 23 maj 1976 i São Paulo, är en brasiliansk fotbollstränare och före detta spelare. Ricardinho spelade under karriären i bland andra Bordeaux, São Paulo, Besiktas och Atlético Mineiro, men han har också spelat för sex andra klubbar. Han spelade som central mittfältare. Han är 1.73 lång. Ricardinho debuterade för brasilianska landslaget 28 mars 2000. Har sedan dess spelat 21 matcher och gjort 1 mål i landslaget.

## Klubbar
Som spelare
- 1995–1997 :  Paraná
- 1997–1998  :  Bordeaux
- 1998–2002  :  SC Corinthians Paulista
- 2002–2004 :  São Paulo FC
- 2004 :  Middlesbrough FC
- 2004–2005 :  Santos FC
- 2006 :  SC Corinthians Paulista
- 2006–2008  :  Beşiktaş JK
- 2008–2009 :  Al Rayyan SC
- 2009–2011 :  Clube Atlético Mineiro
- 2011 :  Bahia

Som tränare
- 2012 :  Paraná
- 2013 :  Ceará
- 2013 :  Avaí